# 黑喉文鸟
黑喉文鸟（学名：Lonchura leucogastroides）是梅花雀科文鸟属的一种，分布于马来西亚（引进种）、印度尼西亚和新加坡（引进种）。该物种的保护状况被评为无危。
黑喉文鸟的平均体重约为11.7克。栖息地包括亚热带或热带的（低地）干草原、乡村花园、耕地和亚热带或热带的（低地）干燥疏灌丛。